# Floriano Canale
Floriano Canale (auch Canali oder Canalis) (* vor 1575 vermutlich in oder bei Brescia; † nach 1612 vermutlich in Brescia) war ein italienischer Komponist, Organist und Arzt.

## Leben
Über Floriano Canales Herkunft war man sich lange uneinig. Zahlreiche Widmungen und die Titel seiner Werke deuten darauf hin, dass er in oder in der Nähe von Brescia geboren wurde. Er war Regularkanoniker. 1581 bis 1603 war er Organist im Konvent von San Giovanni Evangelista in Brescia.  Er war wahrscheinlich auch Arzt, denn die Widmung der medizinischen Abhandlung De secreti universali raccolti et sperimentati ist mit Da Brescia, 12 dicembre 1612, Florian Canale unterzeichnet. Wenn beide Personen identisch sind – vieles deutet darauf hin –, lebte Canale noch im Dezember 1612. Canale war vielseitig. Er schrieb Abhandlungen über Themen der Medizin, Landwirtschaft, Jagd, Musik und Theologie. Er war ein guter Musiker und ein hervorragender Organist.

## Werke (Auswahl)
Renzo Bragantini hat im Dizionario Biografico degli Italiani [„Biographisches Wörterbuch der Italiener“], Band 17, 1974, eine Liste mit Werken Canales veröffentlicht.

### Musik
- 1575: Psalmodia 5 et 4 voc. Scotto, Venedig.
- 1579: Harmonica officia in triduo dominicae passionis... quaternis vocibus paribus, & plenis mutato tenore in cantum per octavum. Gardano, Venedig.
- 1581: Sacrae cantiones, quae vulgo motecta dicuntur, quatuor vocibus decantandae... , gedruckt in Brescia von Vincenzo Sabbio. I. Laudate dominum de caelis. – II. Laudate dominum de Sanctis. – III Gloriosi principes. – IV. Laetabitur iustus in Domino. – V. O martyr egregie. – VI. Gaudent in coelis. – VII. Amavit eum dominus. – VIII. O doctor optime. – IX. Afferentur regi virgines. – X. Dum ortus fuerit sol. – XI. Orietur sicut sol. – XII. Virgo prudentissima. – XIII. Spiritus sanctus. – XIV. Adoramus te domine. XV. Dies sanctificatus. – XVI. O sacrum convivium. – XVII. Da pacem domini. – XVIII. O Maria Dei genitrix. – XIX. Ave regina coelorum. Mater regis. – XX. Alma redemptoris mater. – XXI. Ave regina coelorum. Ave domina angeloruum. – XXII. Regina coeli laetare. – XXIII. Salve regina.[4]
- 1588: Missae Introitus ac motecta quatuor vocibus nec non quibuscumque organorum sonis accomodatae. T. Bozzola, Brescia 1588.
- 1600: Canzoni da sonare a quattro et otto voci, libro primo. Alessandro Bevilacqua gewidmet. Gedruckt bei Giacomo Vincenti in Venedig.  I. La Bevilacqua à 4.[5][6] – II. La Canobbia à 4. – III. La Maggia. – IV. La Martinenga. – V. La Avogadra. – VI. La Gambara. – VII. La Fenarola. – VIII. La Furta. – IX. La Ugona. – X. La Porta. – XI. La Nuvolina. – XII. La Durante. – XIII. La Barbisona. – XIV. La Solda. – XV. La Averolda. – XVI. La Stella. – XVII. La Robbiata. – XVIII. La Bevilaqua à 8. – XIX. La Cenobbia à 8.
- 1601: Canzonette a tre voci di D. Floriano Canale da Bressa organista, primo libro, Lodovico Rattoni gewidmet. Am 20. September 1601. Giacomo Vincenti, Venedig.
- 1601: Ricercatori di tutti li tuoni con una battaglia alla francese a quattro voci. Conte Carlo Capriolo gewidmet.
- 1602: Sacrae cantiones quinque vocibus concinendae, tum viva voce, tum instrumentis cuiusvis generis... Giacomo Vincenti, Venedig.
- 1603: Sacrae cantiones sex vocibus concinendae... Liber primus. Vincenti, Venedig.
- 1611: Concerto spirituale pieno di varie e divote orationi, con un modo di prepararsi alla santa confessione e communione... Di nuovo corretto e ampliato dal R. P. Don Floriano Canale,... Brescia, Bozzola.[7]
- 1611: Quem vidisti pastores a 6, Dicite quidnam vidistis a 6. In: Promptuarii musici. Sammlung mit Werken verschiedener Komponisten, von Abraham Schadaeus in Straßburg herausgegeben.[8]

### Medizin
- 1612: De’ secreti universali raccolti et sperimentati. Ghirardo & Heppo Imberti, Venedig 1626.[3]
- 1622: Officina medicinale. Fontana, Brescia.[9][10][11]
- Del modo di conoscer et sanare i malficiati.[12][13]

## Notenausgaben
- Floriano Canale: In: Canzoni da sonare a quattro. 1600. Vierstimmig für Blockflöten oder andere Melodieinstrumente. Herausgegeben von Ilse Hechler. Moeck 500/501.
- Canzon La Canobbia aus Canzoni da sonare. Stretta Music STR 5358, 2013.

## Einspielungen
- La Balzana à 8 für zwei Orgeln; I. Adagio – II. Allegro – III. Adagio. Marie-Claire Alain und Luigi-Ferdinando Tagliavini, Orgel. In: Les Grandes Heures De San Petronio De Bologne. Erato LDE 3318, 1966.[14]
- Battaglia francese. In: In Gabrieli's Day. American Brass Quintet. Summit Records, 2005.[15]